# Димитър Бояджиев (филолог)
Вижте пояснителната страница за други личности с името Димитър Бояджиев.
Димитър Огнянов Бояджиев е български езиковед, изтъкнат изследовател на древността и преподавател по латински, латинска и гръцка историческа граматика, народен латински, сравнително романско езикознание и палеобалкански езици. Той е автор на блестящи преводи от старогръцки и латински, на „Сатирикон“ на Петроний и на „Апология“ и „Антология“ от Апулей, както и на собствена лирика.

## Биография
Роден на 3 септември 1949 г. Завършва класическа филология в Софийския университет. Започва научната си дейност в Института по тракология към БАН, където се посвещава на изучаването на тракийските лични имена – тема, която дълбоко го вълнува до последните му дни.
През 1979 г. защитава дисертация на тема „Тракийска именна система: Начин на образуване на двусъставните имена“. През 1991 г. защитава дисертация за титлата доктор на науките на тема „Проучване върху етно-езиковите отношения в Тракия и Мизия през римската епоха“.
През 1980 г. започва преподавателска работа в Софийския университет, където в продължение на четвърт век преподава в катедрата по класическа филология, изминавайки пътя от асистент през доцент (1985) до професор (1994). Между 1999 и 2005 г. е и ръководител на катедра „Класическа филология“.
Научната дейност на проф. Бояджиев обема обширната област на древнознанието, в чийто център той поставя езика и културата на народите, населявали българските земи в древността. Неговите приноси в изследването на тракийския, латинския и гръцкия език, гръцката и латинската епиграфика, античната история, литература и култура, му донасят заслужено международно признание.

## Посмъртно признание
На 13 – 14 ноември 2009 г. в негова памет е организирана научна конференция в Софийския университет „Св. Климент Охридски“.